# -ești
-ești (cu varianta -ăști) este un sufix românesc folosit adesea în toponime. Este de fapt pluralul sufixului posesiv -escu, foarte răspândit la români ca patronim. Sufixul -ești are formele învechite -esci și -eșci, folosite înainte de secolul al XX-lea. În unele zone din România și Republica Moldova, mai mult de jumătate din toponime au acest sufix. Acest sufix este foarte rar întâlnit în Ardeal.

## Exemple
- România: București, Comănești, Dărăști-Ilfov, Fetești, Mărășești, Mărăști, Moinești, Pitești, Ploiești, Scornicești, Zărnești.

- Republica Moldova: Florești, Hîncești, Mălăiești (Transnistria), Șoldănești, Telenești, Vulcănești.

- Ucraina: în Transcarpatia: Danilovo/Danilești, Zolotarevo/Domnești, Dragovo/Drăgoiești, Dolovo/Dulești, Kaliny/Călinești; în Bugeac: Desantnoe/Galilești, Dmitrovka/Dumitrești, Nova Ivanovka /Ivăneștii Noi.